# Смолка альпийская
Смолка альпийская (лат. Silene suecica) — вид двудольных цветковых растений, по современной классификации входящий в род Смолёвка (Silene) семейства Гвоздичные (Caryophyllaceae). Название относится к устаревшему синониму лат. Viscaria alpina, тогда как более корректным является Смолёвка шведская (перевод современного научного латинского именования), которое ещё не встречается в ботанических авторитетных источниках.

## Ботаническое описание
Многолетнее травянистое растение с простым не ветвистым стеблем 3–33 см высотой. Опушение отсутствует, в верхних междоузлиях не клейкое.
Нижние листья собраны в густую розетку при основании стебля. Остроконечные, в нижней части с ресничками, узко-продолговатые, суженные при основании в черешок. Верхние листья линейные, сидячие, 20–23 мм длиной и 2,5–3 мм шириной.
Цветки собраны в метельчатое соцветие. Чашечка колокольчатая 3–5 × 2–3 мм, фиолетовая, с 10 нечёткими прожилками и овальными, тупыми зубчиками. Лепестки белые, с двураздельным отгибом и двумя придатками.
Семена мелкие, почковидные, окраска темно-коричневая, поверхность с мелкими бугорками.
Хромосомное число 2n = 24.

## Распространение и экология
Природный ареал охватывает Скандинавию, Среднюю и Атлантическую Европу, западную часть Средиземноморья, северо-восток Северной Америки. В России встречается на Евпропейской части, преимущественно в Северо-Западном регионе - в Карелии, Ленинградской области, заходит в арктические регионы.
Растения предпочитают обнажения гранита и других кристаллических пород, лужайки, пески, галечники, каменистые тундры.

## Классификация

### Таксономия
Silene suecica (Lodd.) Greuter & Burdet, 1982, Willdenowia 12: 190
Вид Смолёвка шведская относится к роду Смолёвка (Silene) семейства Гвоздичные (Caryophyllaceae) порядка Гвоздичноцветные (Caryophyllales). Кладограмма в соответствии с Системой APG IV по состоянию на декабрь 2023 года:
|  |                                      |  |                                   |                                   |                      |  | ещё 40 семейств | ещё 40 семейств |                   |  |  |  | еще 485 подтвержденных видов и 1 143 вида, ожидающих подтверждения |
|  |                                      |  |                                   |                                   |                      |  | ещё 40 семейств | ещё 40 семейств |                   |  |  |  | еще 485 подтвержденных видов и 1 143 вида, ожидающих подтверждения |
|  |                                      |  |                                   | порядок Гвоздичноцветные          |                      |  |                 |                 | род Смолёвка      |  |  |  |                                                                    |
|  |                                      |  |                                   | порядок Гвоздичноцветные          |                      |  |                 |                 | род Смолёвка      |  |  |  |                                                                    |
|  | отдел Цветковые, или Покрытосеменные |  |                                   |                                   | семейство Гвоздичные |  |                 |                 | Смолёвка шведская |  |  |  |                                                                    |
|  | отдел Цветковые, или Покрытосеменные |  |                                   |                                   | семейство Гвоздичные |  |                 |                 |                   |  |  |  |                                                                    |
|  |                                      |  | ещё 63 порядка цветковых растений | ещё 63 порядка цветковых растений |                      |  |                 | еще 97 родов    | еще 97 родов      |  |  |  |                                                                    |
|  |                                      |  |                                   | ещё 63 порядка цветковых растений |                      |  |                 |                 | еще 97 родов      |  |  |  |                                                                    |

### Синонимы
- Agrostemma alpina (L.) J.Forbes
- Agrostemma suecica (Lodd.) Maund ex Steud.
- Lychnis alpina L.
- Lychnis suecica G.Lodd.
- Steris alpina (L.) Šourková
- Viscaria alpina G.Don